# Un nommé Joe
Pour plus de détails, voir Fiche technique et Distribution.
Un nommé Joe (A Guy Named Joe) est un film américain en noir et blanc de Victor Fleming, sorti en 1943.
Steven Spielberg réalisera en 1989 un film à partir de cette histoire : Always. L'aventure se déroule alors à la fin des années 1980 et le héros n'est plus un pilote d'avion de guerre mais un combattant du feu aux États-Unis.

## Synopsis
Dans une unité de bombardement en Angleterre, Pete Sandidge, pilote américain de B-25 (Spencer Tracy), se signale par son audace, ses imprudences et son indiscipline. Mais c'est un as qui réussit tout ce qu'il entreprend. Il fait l'admiration des enfants massés près du camp, qui ignorant son nom, l'appellent Joe, puisque tous les Américains répondent à ce prénom. 
Il voue une tendre passion à Dorinda Durston, convoyeuse de l'aviation américaine (Irene Dunne), avec toute la désinvolture du héros machiste. Ses chefs, pour l'empêcher de s'exposer constamment au danger, le cantonnent en Écosse, puis veulent l'envoyer aux États-Unis comme instructeur pour de jeunes pilotes. Sa bien-aimée à force d'insister parvient à lui faire accepter cette affectation. Mais il reste une dernière mission à accomplir pour ce bouillant pilote : attaquer au large de l'Écosse un porte-avions allemand. Pete, gravement touché par des chasseurs allemands, attaque avec son avion en perdition le porte-avions et l'incendie, puis s'abat dans les flots.
Pete se retrouve au paradis des pilotes, accueilli par un copain, abattu avant lui, qui lui confirme qu'il est mort. Leur service est dirigé par un vaillant ancêtre de l'aviation américaine (Lionel Barrymore). Il explique à Pete que sa mission consiste à être le copilote des apprentis pilotes, et à leur insuffler son expérience, tout en étant invisible et muet, uniquement par une sorte de suggestion. Pete se voit confier la formation de Ted Randall, beau parleur et séducteur mais piètre aviateur, à qui il insuffle la technique et le plaisir du vol.
Ted et les apprentis pilotes sont envoyés dans le Pacifique. Protégé et guidé par Pete, Ted va devenir un as. Ripostant à un raid de bombardiers japonais, il abat à lui seul six avions ennemis sur huit. Mais il fait la connaissance de Dorinda, affectée dans sa base, et commence à lui faire la cour, provoquant la jalousie posthume de Pete. Dorinda est déchirée entre la fidélité à son deuil pour Pete et un retour au bonheur de vivre avec Ted.
Poussé par la jalousie, le défunt Pete incite Ted à voler comme un casse-cou indiscipliné, pour qu'il soit sanctionné. Ayant négligé le caractère altruiste de sa mission, il se fait rappeler à l'étage au-dessus, où le dieu des aviateurs le semonce. Repentant et assagi, Pete revient sur terre, résigné désormais à admettre le bonheur de son ex-fiancée en compagnie de son élève. Ted, reconnu comme un as du vol, est envoyé dans une mission très périlleuse : avec son P-38, seul et de nuit, il doit détruire un dépôt de munitions japonais.
Mais Dorinda, résolue exécuter à cette mission suicide pour épargner Ted, s'empare de l'avion, et réalise la périlleuse mission, sans se douter que Pete est derrière elle, et la guide. Le dépôt de munitions est détruit, l'héroïne revient indemne, et court se blottir dans les bras de Ted, sous le regard résigné et apaisé de Pete.

## Fiche technique
- Titre français : Un nommé Joe
- Titre original : A Guy Named Joe
- Réalisation : Victor Fleming
- Scénario et adaptation : Dalton Trumbo et Frederick Hazlitt Brennan (en), d'après une histoire de David Boehm et Chandler Sprague
- Musique : Herbert Stothart
- Direction artistique : Cedric Gibbons
- Décorateur de plateau : Edwin B. Willis
- Costumes : Irene
- Photographie : George J. Folsey et Karl Freund
- Montage : Frank Sullivan
- Producteur : Everett Riskin (en)
- Société de production : Metro-Goldwyn-Mayer
- Société de distribution : Loew's Inc
- Pays de production :  États-Unis
- Langue d'origine : anglais américain
- Format : noir et blanc — son : mono (Western Electric Sound System)
- Genre : guerre, drame romantique, film fantastique
- Durée : 122 min
- Dates de sortie : 
  - États-Unis : 24 décembre 1943 (New York)
  - France : 11 septembre 1946

## Distribution
- Spencer Tracy : Pete Sandidge
- Irene Dunne : Dorinda Durston
- Van Johnson : Ted Randall
- Ward Bond : Al Yackey
- James Gleason : Le colonel “Nails” Kilpatrick
- Lionel Barrymore : le général
- Barry Nelson : Dick Rumney
- Esther Williams : Ellen Bright
- Henry O'Neill : le colonel Sykes
- Don DeFore : James J. Rourke
- Charles Smith : Sanderson
- Addison Richards : le major Corbett
- Jacqueline White : Emmy York

Acteurs non crédités
- Gertrude Hoffmann : vieille dame
- Walter Sande : le sergent Sande
- Arthur Space : le capitaine à l'aéroport de San Francisco
- Wyndham Standing : colonel anglais
- Philip Van Zandt : major

## Autour du film
- Une scène du film est diffusée à la télévision dans le film Poltergeist de Tobe Hooper (produit par Steven Spielberg).
- Tournage du 15 février à fin septembre 1943[3].
- Van Johnson fut grièvement blessé lors d'un accident avec sa voiture. Alors que la MGM était décidée à le remplacer, Spencer Tracy insista pour que l'acteur, qui était son ami, soit gardé. La compagnie continua de tourner sans l'acteur qui revint trois mois plus tard[4].
- Van Johnson et Spencer Tracy seront réunis un an plus tard dans Trente Secondes sur Tokyo.
- Le ministère de la Guerre, qui apporta son soutien logistique à la production, fit part de ses réticences sur le script original, amenant les scénaristes à le modifier[5].
- Le magazine Life fit l'éloge du film[6].
- Le film engrangea un profit de 3 970 000 dollars aux États-Unis et 1 393 000 dollars dans le reste du monde[7].
- Le film est considéré comme l'un des films les plus importants de l'année 1944[8].